# Wilhelm Storck
Wilhelm Storck (* 5. Juli 1829 in Genna bei Iserlohn; † 16. Juli 1905 in Münster) war ein deutscher Dichter, Germanist, Romanist, Lusitanist und Übersetzer.

## Leben
Der Sohn des Lehrers und Organisten Franz Storck (1791–1861) und seiner Frau Maria Catharina Elisabeth Storck, geb. Höynck (1793–1848) bestand seine Reifeprüfung 1850 am Gymnasium Laurentianum in Arnsberg mit Auszeichnung. Anschließend studierte er ab 1850 Germanistik in München, Münster und Bonn und Philologie in Berlin. Dort promovierte er 1858 zum Doktor der Philosophie. Seine Lehrer waren u. a. Franz Bopp, Moriz Haupt und Karl Müllenhoff. Ab 1859 war er außerordentlicher und ab 1868 ordentlicher Germanistikprofessor an der Universität Münster. Zeitweise lehrte er Italienisch, Portugiesisch, Provenzalisch, Sanskrit und Spanisch. Seine Schüler waren u. a. Joseph Hengesbach und Julius Schwering. Storck heiratete 1860 Antonie Charlotte Kenter, eine Tochter des Arnsberger Musiklehrers Theodor Kenter. Im Jahr 1905 starb er in Münster an Leberkrebs.

## Auszeichnungen
- 1885: Ritter des Santiagoordens durch den König von Portugal
- 1887: Komtur des Christusordens
- 1887: Geheimer Regierungsrat

## Werke
- Buch der Lieder aus der Minnezeit. 1872.
- Luis de Camoens. Alle Gedichte erstmals in Deutsch, 1880–1885, 6 Bände. Paderborn.
- Hundert altportugiesische Lieder. 1885.
- Ausgewählte Sonette von Anthero de Quental. 1887.
- Luis de Camoens Leben. Nebst einer geschichtlichen Einleitung. Paderborn 1890.